# Selección de fútbol playa de Nigeria
La Selección de fútbol playa de Nigeria es el representante de Nigeria en las competiciones internacionales de fútbol playa y depende de la Federación Nigeriana de Fútbol, el órgano rector del fútbol en ese país.

## Estadísticas

### Copa Mundial de Fútbol Playa FIFA
| Copa Mundial de Fútbol Playa FIFA | Copa Mundial de Fútbol Playa FIFA | Copa Mundial de Fútbol Playa FIFA | Copa Mundial de Fútbol Playa FIFA | Copa Mundial de Fútbol Playa FIFA | Copa Mundial de Fútbol Playa FIFA | Copa Mundial de Fútbol Playa FIFA | Copa Mundial de Fútbol Playa FIFA |
| Año                               | Ronda                             | J                                 | G                                 | G+                                | P                                 | GF                                | GC                                |
| --------------------------------- | --------------------------------- | --------------------------------- | --------------------------------- | --------------------------------- | --------------------------------- | --------------------------------- | --------------------------------- |
| 2005                              | No participó                      | No participó                      | No participó                      | No participó                      | No participó                      | No participó                      | No participó                      |
| 2006                              | Fase de grupos                    | 3                                 | 1                                 | 0                                 | 2                                 | 13                                | 13                                |
| 2007                              | Cuartos de final                  | 4                                 | 1                                 | 2                                 | 1                                 | 15                                | 15                                |
| 2008                              | No clasificó                      | No clasificó                      | No clasificó                      | No clasificó                      | No clasificó                      | No clasificó                      | No clasificó                      |
| 2009                              | Fase de grupos                    | 3                                 | 1                                 | 0                                 | 2                                 | 16                                | 21                                |
| 2011                              | Cuartos de final                  | 4                                 | 2                                 | 0                                 | 2                                 | 21                                | 22                                |
| 2013                              | No clasificó                      | No clasificó                      | No clasificó                      | No clasificó                      | No clasificó                      | No clasificó                      | No clasificó                      |
| 2015                              | No clasificó                      | No clasificó                      | No clasificó                      | No clasificó                      | No clasificó                      | No clasificó                      | No clasificó                      |
| 2017                              | Fase de grupos                    | 3                                 | 1                                 | 0                                 | 2                                 | 15                                | 20                                |
| 2019                              | Fase de grupos                    | 2                                 | 0                                 | 0                                 | 2                                 | 6                                 | 16                                |
| 2021                              | No clasificó                      | No clasificó                      | No clasificó                      | No clasificó                      | No clasificó                      | No clasificó                      | No clasificó                      |
| 2023                              | Se retiró                         | Se retiró                         | Se retiró                         | Se retiró                         | Se retiró                         | Se retiró                         | Se retiró                         |
| Total                             | 6/12                              | 17                                | 6                                 | 1                                 | 9                                 | 80                                | 91                                |

### Copa Africana de Naciones de Fútbol Playa
| Copa Africana de Naciones de Fútbol Playa | Copa Africana de Naciones de Fútbol Playa | Copa Africana de Naciones de Fútbol Playa | Copa Africana de Naciones de Fútbol Playa | Copa Africana de Naciones de Fútbol Playa | Copa Africana de Naciones de Fútbol Playa | Copa Africana de Naciones de Fútbol Playa | Copa Africana de Naciones de Fútbol Playa |
| Año                                       | Ronda                                     | J                                         | G                                         | G+                                        | P                                         | GF                                        | GC                                        |
| ----------------------------------------- | ----------------------------------------- | ----------------------------------------- | ----------------------------------------- | ----------------------------------------- | ----------------------------------------- | ----------------------------------------- | ----------------------------------------- |
| 2006                                      | Subcampeón                                | 4                                         | 2                                         | 1                                         | 1                                         | 15                                        | 16                                        |
| 2007                                      | Campeón                                   | 5                                         | 5                                         | 0                                         | 0                                         | 37                                        | 24                                        |
| 2008                                      | Fase de grupos                            | 3                                         | 1                                         | 0                                         | 2                                         | 19                                        | 12                                        |
| 2009                                      | Campeón                                   | 4                                         | 4                                         | 0                                         | 0                                         | 33                                        | 15                                        |
| 2011                                      | Subcampeón                                | 5                                         | 4                                         | 0                                         | 1                                         | 24                                        | 20                                        |
| 2013                                      | Cuarto lugar                              | 5                                         | 2                                         | 0                                         | 3                                         | 30                                        | 33                                        |
| 2015                                      | Tercer lugar                              | 4                                         | 4                                         | 0                                         | 1                                         | 33                                        | 13                                        |
| 2016                                      | Subcampeón                                | 5                                         | 3                                         | 0                                         | 2                                         | 21                                        | 18                                        |
| 2018                                      | Subcampeón                                | 5                                         | 4                                         | 0                                         | 1                                         | 22                                        | 21                                        |
| 2021                                      | No participó                              | No participó                              | No participó                              | No participó                              | No participó                              | No participó                              | No participó                              |
| 2022                                      | Clasificado. Se retiró                    | Clasificado. Se retiró                    | Clasificado. Se retiró                    | Clasificado. Se retiró                    | Clasificado. Se retiró                    | Clasificado. Se retiró                    | Clasificado. Se retiró                    |
| Total                                     | 9/11                                      | 35                                        | 25                                        | 1                                         | 10                                        | 210                                       | 152                                       |